# 王愷 (東晉)
王恺（?—?），字茂仁，太原郡晋阳县（今山西省太原市西南）人，东晋大臣。王坦之的儿子。
王恺年轻时历任清要之官，袭父爵为兰田县侯。与弟弟王愉、王国宝、王忱都官居贵盛。晋孝武帝末年，担任为侍中、右卫将军。晋安帝隆安元年（399年）王国宝专权，王恭等起兵征讨，王国宝被斩，王恺上书自请解职。司马道子以王恺与王国宝不是同母所生，素又不和，于是释而不问，王恺于是得以免祸，出为吴郡内史，转任丹阳尹。桓玄起兵讨伐司马元显，王恺领兵守石头城，不久病卒。